# Assorbimento del ferro alimentare

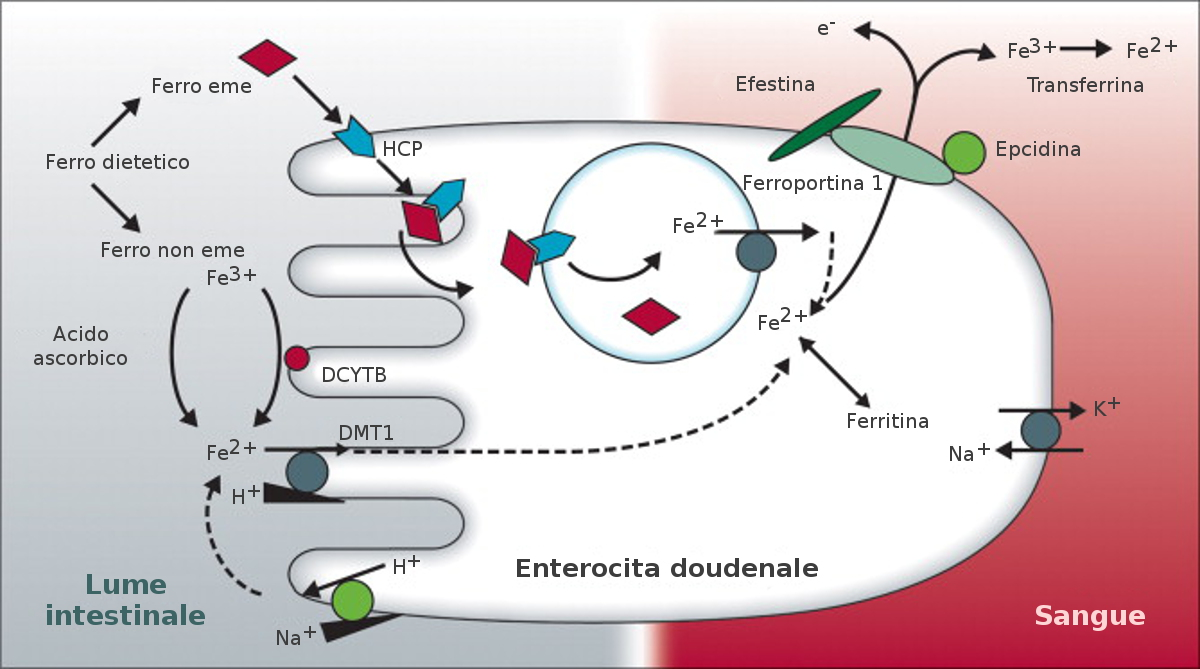
Metabolismo del Ferro

L'assorbimento del ferro alimentare è il processo con cui l'organismo, in seguito alla digestione, assorbe il ferro presente negli alimenti.

## Caratteristiche

### Il ferro nell'organismo
In un uomo adulto sono contenuti 3-4 g di ferro. Il 68% del ferro, cioè più dei 2/3, è contenuto nei quattro gruppi eme dell'emoglobina, il 27% è contenuto nella ferritina, il 4% nella mioglobina, lo 0,6% in alcuni enzimi come gruppo prostetico e solo lo 0,1% nella transferrina. Il ferro è rilasciato in gran parte a livello del midollo osseo per l'incorporazione negli eritrociti; una parte è contenuta nella ferritina della mucosa intestinale e nel fegato; ed è presente anche nella milza, dove gli eritrociti vengono degradati. In caso di carenza di ferro, l'organismo ricorre alle proprie riserve e non compaiono particolari sintomi. Successivamente, quando le riserve si stanno esaurendo, la ferritina nel sangue diminuisce ed è sempre meno satura e diminuiscono i livelli di emoglobina; di conseguenza, si hanno alterazioni a livello degli eritrociti. In casi di grave carenza, gli enzimi che contengono ferro come gruppo prostetico diminuiscono la propria efficienza e si riscontrano gravi effetti a livello metabolico.
L'eccesso di assorbimento di ferro è caratteristico dell'emocromatosi idiopatica, frequente negli uomini, mentre nelle donne si presenta in forma più lieve a causa delle mestruazioni (ed eventualmente della gravidanza), che eliminano in parte il ferro in eccesso. L'accumulo di ferro in alcuni organi del corpo può portare a cirrosi epatica, insufficienza cardiaca, diabete mellito e favorire alcuni tipi di neoplasie.
Altre patologie caratterizzate da eccesso di ferro sono le anemie emolitiche, tra cui le talassemie.

### Il ferro negli alimenti
Il ferro si trova nei cibi sotto forma di ferro non eme (detto anche ferro inorganico) o  di ferro eme. Nel primo caso può essere presente o sotto forma di ione ferroso (ione Fe2+, bivalente), o sotto forma di ione ferrico (ione Fe3+, trivalente), solubile il primo pH 7 e il secondo pH minore di 3.

Il ferro eme si trova solo negli alimenti di origine animale, in particolare nella carne, in quanto presente nelle emoproteine muscolari (i latticini ne sono privi). Ha la possibilità di essere assorbito più facilmente rispetto al ferro non eme, ed è presente in quantità minore.

Il ferro non eme si trova nella carne e negli alimenti di origine vegetale. Tra gli alimenti più ricchi di ferro vi sono il tuorlo d'uovo, i legumi, il fegato, le carni rosse. Gli spinaci, seppur contengano ferro, non costituiscono una buona fonte (a differenza di quanto si crede) perché il ferro si lega facilmente all'ossalato che lo rende meno assorbibile dal corpo umano e al fitato (l'inositolo esafosfato), che ne inibisce la dissociazione ad opera delle reazioni chimiche gastrointestinali, e quindi l'assorbimento.

### Assorbimento
Gli alimenti ricchi di ferro vengono attaccati all'interno dello stomaco dai succhi gastrici, che facilitano la dissociazione degli ioni del ferro dal resto del cibo (dissociazione che è peraltro favorita dalla cottura). Con l'aiuto dell'acido ascorbico, tali ioni vengono subito ridotti a ioni ferrosi Fe2+; è per questa ragione che per assorbire meglio il ferro presente nei vegetali è consigliabile il consumo contemporaneo di alimenti ricchi di vitamina C. L'assorbimento aumenta fino a 2-3 volte . Non tutti i composti possono essere dissociati dal ferro che contengono e questa parte del ferro alimentare, che è la maggiore, non viene assorbita.
Il ferro viene assorbito principalmente nell'intestino, in particolare nel duodeno. Gli enterociti sono in grado di assorbire il ferro eme direttamente, in quanto l'intera molecola che lo contiene può attraversare la membrana dell'enterocita (per poi rilasciare il ferro sotto forma di ione trivalente, in particolare dividendosi in protoporfirina IX e Fe3+ libero). Il ferro eme deriva dalle molecole di emoglobina e mioglobina responsabili del trasporto di ossigeno e della conservazione nel sangue e nei muscoli, rispettivamente. Una volta rilasciata dalla matrice alimentare, la molecola eme agisce come un anello protettivo attorno all'atomo centrale di ferro che protegge, non dà luogo a reazioni con altri componenti alimentari, resta solubile nell'intestino ed è assorbito sulla superficie delle cellule intestinali. Al contrario, il ferro non eme può essere assorbito solo dopo essere stato separato dalla molecola originaria e legato ad altre molecole, come zuccheri o acido ascorbico.

L'organismo è in grado di assorbire il ferro non eme bivalente, ma non quello trivalente, la cui formazione è favorita dal carattere basico dell'ambiente duodenale, dovuto ai succhi pancreatici. Di conseguenza, il ferro trivalente, per essere assorbito, deve prima essere ridotto nella forma bivalente. La riduzione può avvenire nello stomaco, favorita dall'acidità dovuta alla presenza dei succhi gastrici, o nell'intestino, in cui viene ridotto dal citocromo duodenale B (o anche DCYTB), presente sul dominio apicale delle cellule duodenali. Dopo la riduzione, un trasportatore di metalli divalenti (DMT-1) ne consente l'ingresso nella cellula intestinale tramite un simporto Fe2+/H+.

Il ferro può entrare nelle cellule epiteliali duodenali, oltre che tramite la riduzione e il successivo trasporto da parte dello DMT-1, anche attraverso specifiche integrine collegate alla mobilferrina.
L'assorbimento a livello della mucosa è influenzato dalla concentrazione di ferro già presente nell'organismo: una carenza di ferro porta ad un aumentato assorbimento intestinale, mentre un sovraccarico di ferro porta ad una diminuzione dell'assorbimento. Infatti:
- se vi è carenza di ferro, la sintesi di apoferritina è bassa, la proteina lega pochi atomi di ferro, e di conseguenza quest'ultimo è libero di circolare nel sangue, legato alla propria proteina di trasporto (la transferrina, oppure, nei granulociti, la lattoferrina);
- se vi è un sovraccarico di ferro nell'organismo, c'è una grande sintesi di apoferritina (che, nell'epitelio intestinale può legare sino a 4.500 atomi di ferro, anche se normalmente si trova legata a circa tremila atomi), impedendo, in questo modo, la circolazione di ferro libero nel sangue, dove si potrebbe legare ad altre proteine inattivandole o provocandone disfunzioni.

Un altro meccanismo di regolazione avviene attraverso la mobilferrina: quest'ultima, se c'è carenza di ferro, lo trasporta sino alla membrana basale dell'epitelio, ma, in condizioni di sovraccarico, lo lega alla ferritina.
Giunto presso la membrana basale, il ferro è trasportato nei capillari sanguigni dal complesso efestina-ferroportina 1, che lo lega alla transferrina (la quale ha proprio il compito di trasportare il ferro nel sangue).
I tannini di tipo idrolizzabile, e in particolare i gallotannini, legano i metalli come il rame ed il ferro non eme, riducendone l'assorbimento.

### Regolazione
Le due proteine che fungono da sensore delle variazioni della concentrazione di ferro nel citoplasma delle cellule epiteliali duodenali sono le proteine regolatrici del ferro e prendono rispettivamente il nome di IRP1 (che corrisponde alla forma apoenzimatica dell'aconitasi) e IRP2 (il nome IRP viene dall'inglese iron regulatory proteins). La proteina IRP1 si lega ad alcuni mRNA coinvolti nel metabolismo del ferro e se la concentrazione di ferro è elevata assembla un gruppo prostetico formato da cubi con 4 atomi di ferro e 4 atomi di zolfo, alternati ai vertici. Tale gruppo prostetico fornisce all'IRP attività aconitasica. Se la concentrazione di ferro è bassa, il gruppo prostetico si dissocia e l'IRP1 si lega a sequenze specifiche di alcuni mRNA, noti come sequenze IRE (iron response elements). Sono stati identificati sette mRNA provvisti di sequenze IRE, cinque ne contengono solo una presso l'estremità 5' (tra questi quello che codifica per il DMT-1), due ne contengono numerose presso l'estremità 3' (tra questi quello che codifica per la transferrina).

In caso di carenza di ferro IRP1 si lega alla sequenza IRE dell'mRNA codificante per la transferrina e lo stabilizza, favorendone la traduzione e quindi aumentando la sintesi di questa proteina che permette un rapido trasporto di ferro nel sangue, necessario in condizioni di carenza. Quando le IRP si legano alla sequenza IRE dell'mRNA per la ferritina (presso l'estremità 5') invece determinano una diminuzione della velocità di traduzione e quindi una minor sintesi di ferritina, coerentemente alla scarsità di ferro. Se la concentrazione di ferro è troppo elevata le IRP sono inibite e il ferro viene immagazzinato nel fegato e nella ferritina, la cui sintesi non è più ostacolata dalle IRP.
IRP1 e IRP2 differiscono per la loro modalità di regolazione. IRP1 è regolata dalla concentrazione di ferro, che ne determina modificazioni che le permettono o meno di legarsi alle sequenze IRE sugli mRNA che le possiedono; invece, IRP2 è regolata attraverso un aumento della sua sintesi in caso di carenza di ferro o una sua più elevata degradazione nel proteasoma in caso di elevata concentrazione di ferro. Un notevole indicatore della concentrazione di ferro nel sangue è l'ormone epatico epcidina, il quale aumenta in caso di sufficiente quantità di ferro e diminuisce in caso di insufficiente quantità di ferro nell'organismo. Mutazioni nel gene per l'epcidina portano a emocromatosi ereditaria. L'epcidina si lega alla ferroportina e tale legame pare essere un segnale per la sua degradazione; pare inoltre che sia il principale responsabile della sua regolazione, sostituendo, in un certo senso, le IRP

### Eliminazione e regolazione
L'eliminazione del ferro avviene quasi esclusivamente per desquamazione dell'epitelio della mucosa intestinale, che si unisce al cibo non digerito per costituire le feci. Un uomo adulto elimina in questo modo circa 1 mg di ferro al giorno. In una donna in gravidanza o in menopausa, le perdite di ferro sono maggiori. Le mestruazioni influenzano il fabbisogno di ferro, che cresce fino a 4-5 volte rispetto ad un uomo adulto, durante la gravidanza, mentre è pari a quello di un maschio adulto per una donna in menopausa. Sono richieste maggiori quantità di ferro anche nei pazienti che hanno subito forti emorragie.
Come già visto, uno dei fattori principali che influiscono sulla quantità di ferro assorbito durante la digestione è la regolazione operata dall'organismo stesso. Infatti, questa regolazione permette all'organismo di mantenere costante la quantità di ferro presente al suo interno. L'assorbimento del ferro non eme è influenzata dalla presenza di altre sostanze che vengono digerite assieme ad esso. Esse, invece, non hanno effetto sull'assorbimento del ferro eme.
Alcune di queste sostanze sono l'acido citrico e acido ascorbico, che favoriscono l'assorbimento. Alle persone che hanno bisogno di limitare la quantità di ferro assorbita, si consiglia talvolta di assumere queste sostanze lontano dai pasti.
Tra le sostanze che limitano l'assorbimento ci sono il caffè, il tè, alcune spezie. La cottura dei cibi in pentola di ghisa può portare ad un aumento del ferro presente nei cibi stessi (perché rilasciato dalla ghisa).
Sono fattori inibenti o limitanti l'assorbimento del ferro:
- tannini contenuti in tè, caffè;
- fitati, presenti nella crusca dei cereali e negli spinaci;
- apporto eccessivo di calcio;
- polifenoli, presenti nel vino rosso.